# Cour fédérale des réclamations des États-Unis
La Cour fédérale des réclamations des États-Unis (United States Court of Federal Claim) est un tribunal fédéral des États-Unis qui examine les réclamations financières contre le gouvernement américain.

## Histoire
Le tribunal est établi en vertu de l'article I de la Constitution des États-Unis. Il été formé le 1er octobre 1982 comme successeur de la division de première instance de la Cour des réclamations des États-Unis (United States Court of Claims), dont le nom a été changé le 28 octobre 1992 en Cour fédérale des réclamations.
La Cour fédérale des réclamations siège dans le bâtiment des tribunaux nationaux Howard T. Markey sur Madison Place (en), en face de la Maison-Blanche, à Washington.
Contrairement aux juges des tribunaux établis en vertu de l'article III de la Constitution des États-Unis, les juges ne sont pas nommés à vie. Ils ont un mandat de 15 ans et sont rééligibles. Les juges de la Cour, au nombre de seize, sont nommés par le Président et confirmés par le Sénat.

## Compétence
La Cour bénéficie d'une compétence juridictionnelle spéciale, codifiée dans le 28 USC § 1491. Elle est en particulier compétente pour entendre les requêtes pour dommages pécuniaires qui découlent de la Constitution des États-Unis, des lois fédérales, des règlements exécutif ou des contracts conclus avec le gouvernement des États-Unis, qu'ils soient expresses ou implicites. Cette dernière action est notamment possible en vertu du Tucker Act (en). Le tribunal a compétence concurrente avec les Cours de district des États-Unis lorsque la créance est inférieure à 10 000 $, par les dispositions du 28 USC § 1346. Le délai de prescription est de six ans. Cette limitation est strictement interprétée par le tribunal. La Cour peut aussi entendre les affaires fiscales, après que le contribuable a payé la taxe et a déposé une demande de crédit ou un remboursement au plus tard deux ans après le rejet de sa demande par l'IRS. Ces cas représentent un quart des réclamations déposées auprès du tribunal.
Contrairement aux Cours de district, qui sont généralement seulement compétents pour les litiges dans leur district géographique, le tribunal est compétent pour les litiges où qu'ils se produisent dans le pays. Pour accueillir les justiciables, le juge de la Cour peut tenir des procès au palais de justice locaux près du lieu où les conflits surgissent.
Toutes les décisions de la Cour sont rendues en banc, sans jury. Puisque le tribunal entend des causes seulement contre le gouvernement, les États-Unis sont toujours le défendeur.
Les ordonnances et jugements du tribunal sont contestés devant la Cour d'appel des États-Unis pour le circuit fédéral, qui réside dans le même bâtiment, adjacent à et en face de la Maison-Blanche.